# 新井笙子
新井 笙子（あらい しょうこ、5月22日 - ）は、日本の女性声優。群馬県出身。ケンユウオフィス準所属。

## 来歴
フォースアベニュー、talk back卒業。以前はネヴァーランド・アーツに所属していた。

## 人物
方言は上州弁（群馬弁）。
特技は一人ミュージカル、ヴァイオリン・ヴィオラ演奏。趣味はゴスペル、ホラー映画鑑賞。
2025年2月、結婚。

## 出演

### テレビアニメ
- 忍たま乱太郎（ドクたま、忍たまたち、ガヤ）
- 血界戦線 & BEYOND（2017年、大家）
- INGRESS THE ANIMATION（2018年、機内アナウンス、女性政府職員）
- 東京24区（2022年、クナイ祖母、南場青果妻、子供、客）
- ハコヅメ〜交番女子の逆襲〜（2022年、シンデレラの継母）
- UniteUp!（2023年、生徒）
- ドラえもん（テレビ朝日版第2期）（2024年、飼い主）
- TO BE HERO X（2025年、チャオ主任[3]）

### 劇場アニメ
- 劇場版 はいからさんが通る 前編 〜紅緒、花の17歳〜（2017年）
- ANEMONE/交響詩篇エウレカセブン ハイエボリューション（2018年、ガヤ）

### ゲーム
- ニューダンガンロンパV3 みんなのコロシアイ新学期（2017年、ガヤ）
- ソードアート・オンライン フェイタル・バレット（2019年、女主人公10）
- デュエル・マスターズ プレイス（2019年、超絶神ゼン、光神龍スペル・デル・フィン 他）
- The Last of Us Part II（2020年、ガヤ）
- Ghost of Tsushima DIRECTOR'S CUT（2021年、みなと）
- As Dusk Falls（2022年、ミシェル）
- モンスターハンターワイルズ（2025年[4]）

### 吹き替え

#### 映画
- ARGYLLE/アーガイル
- 赤と白とロイヤルブルー
- アナザー・シンプル・フェイバー
- アマチュア（金髪CIA[5]）
- アンダー・ザ・ボードウォーク
- IT/イット THE END “それ”が見えたら、終わり。（マイラ〈モリー・アトキンソン〉）
- インディ・ジョーンズと運命のダイヤル[6]
- ウィキッド ふたりの魔女（ダルシーベア[7]）
- エブリシング・エブリウェア・オール・アット・ワンス
- 怪物はささやく（校長〈ジェラルディン・チャップリン〉）
- ゴーギャン タヒチ、楽園への旅（パルトゥレル）
- サイバー・リベンジャー（秘書）
- ザ・バッグマン 闇を運ぶ男（ジャネット〈セレスタ・ホッジ〉）
- 猿の惑星/キングダム[8]
- ジェントルメン（ジャッキー〈リン・レネー〉）
- シャフト（シュガー〈タシアナ・ワシントン〉）
- ジョーズ2（シルヴェラ夫人〈メアリー・A・ガフニー〉）※BSテレ東版
- スパイク・ガールズ（タチアナ〈マルゴ・デュフレーヌ〉）
- 聖闘士星矢 The Beginning[9]
- タリーと私の秘密の時間（ローリー〈ガミーラ・ライト〉）
- ツイスターズ[10]
- バービー（ミッジ〈エメラルド・フェネル〉[11]）
- ファンタスティック4:ファースト・ステップ[12]
- ブラックパンサー（ガヤ）
- プロジェクトV（リンダ）
- マーズ1001 火星に舞い降りる日（女性職員）
- マダム・ウェブ（スーザン〈キャシー・アン・ハート〉[13]）
- ミッキー17（受付の女性[14]）
- ライブリポート（ルース・カーター〈ディナ・メイヤー〉）
- ワイルド・マックス（メアリー〈クラウディア・チャーチ〉）

#### ドラマ
- アメリカン・ゴシック 〜偽りの一族〜
- エレメンタリー ホームズ&ワトソン in NY（ロシェル）
- エンド・オブ・パリ（テア〈カミーユ・ラザフォード〉、シモーヌ〈森本渚〉）
- 女刑事マーチェラ（ニーナ・フィリップ）
- 還魂（パク・ドジュ 〈キム・ヒョンスク〉）
- このエリアのクレイジーX（婦人会1、ジウンの友達2）
- ザ・テラー（マサヨ）
- ザ・ルーキー 40歳の新米ポリス!?（カイ、リサ〈クリスタル・コニー〉）
- ジ・アメリカンズ（アダーホルト夫人）
- ジーニアス：アレサ（キャロリン・フランクリン〈レベッカ・ナオミ・ジョーンズ〉）
- CITY ON A HILL/罪におぼれた街（ケイラ〈マヤア・ボアテング〉、ニア）
- スキャンダル 託された秘密（アンジェラ・ウェブスター〈セイコン・センブロ〉、リリー〈リヴ・ヒューソン〉）
- ダイエットランド（サナー〈アミ・シェス〉）
- DEBRIS / デブリ（シャロン〈ケンドラ・ウェストウッド〉）
- 天才少女 ドギー・カメアロハ（タクシ〈エイミー・ヒル〉）
- トランスペアレント（ライフ）
- HEARTSTOPPER ハートストッパー（シンコーチ、ヤン）
- フィアー・ザ・ウォーキング・デッド（ノーラ、ダイアナ）
- ブラインドスポット タトゥーの女（ヘッカー）
- BULL / ブル 法廷を操る男（FBI4、黒髪職員）
- フレークド（ローザ〈レノーラ・クリッチロウ〉）
- BOSCH/ボッシュ（ギャビー・リンカーン）
- ボディガード -守るべきもの-（アン・サンプソン〈ジーナ・マッキー〉）
- ボンディング 〜男と女の事情〜（チェルシー〈エイミー・ベッティナ〉）
- マダム・セクレタリー（ヒル、イザベル）
- MR. ROBOT/ミスター・ロボット（女）
- ロスト・ガール（デリア）
- ワルノリ!どっきりギャング（アディー）

#### アニメ
- ウィッシュ・ドラゴン（パーティー女 他）
- スポンジ・ボブ
- ウルフボーイとなんでも工場（ブリップ）
- クラッシュ・ア・ラマ（女声1、コーラス）
- 時光代理人 -LINK CLICK-（欧陽の母）
- デンジャー&エッグ 〜なかよし2人のおかしな大冒険〜（シャディー、マダムナスビ）
- パワーパフガールズ（ニッキー）
- バンピリーナとバンパイアかぞく（エドナ・ピープルソン）
- 百妖譜（護衛の女）
- マーベル スパイダーマン（校長）
- ラブ、デス&ロボット（船長）
- キラキラ キャッチ!ティニピン　(ワンダーピン)

### ナレーション
- サントリー商品紹介VTR
  - セサミンEX-台湾
  - セサミン -夫婦対比編-
- 第一生命 サラリーマン川柳 YouTubeCM（女性ナレーション）
- 東京ジョイポリスアトラクション 四十五番目の話（アトラクションアナウンス）

### ボイスオーバー
- クレイジーズ 世界を変える物語
- KonMari〜人生がときめく片付けの魔法〜（ノーラン）
- To Catch A Smuggler（ワトソン）
- BS世界のドキュメンタリー スポーツサイエンス最先端（メリエム・サルミ、マリーヌ・プリユール、ミレナ・ズッカ）
- WHO I AM（スティナ・タンゲ、ハヤート・ハッターブ博士）

### ラジオドラマ
- ラジオ大阪 ホラーボイスドラマ 四十五番目の話（レイ）